# Alain Kan
Pour les articles homonymes, voir Kan (homonymie).
Alain Kan est un chanteur français né à Paris 18e le 14 septembre 1944 et disparu le 14 avril 1990, à Paris. Sa carrière, qui s'étend du début des années 1960 au milieu des années 1980, est assez atypique, du fait de son passage d'un style à l'autre : d'abord chanteur de variétés, il passe au glam rock puis au punk, gagnant en originalité artistique tout en se marginalisant. De manière inhabituelle pour l'époque, il affirmait ouvertement son homosexualité, à laquelle il faisait référence dans certaines de ses chansons, mais aussi sa toxicomanie qui a contribué à nuire à sa carrière. Vu une dernière fois dans le métro parisien, il disparaît sans laisser de traces. 

## Biographie

### Jeunesse et famille
Alain Kan, né Alain Michel Zisa, grandit dans une famille composée de sa mère, de son beau-père, et de la fille de celui-ci, Véronique. Kan est le nom de son beau-père, il n'a jamais connu son père (il le dit d'ailleurs dans Le Charter, morceau qui figure sur What Ever…). Il apprend le chant pendant trois ans avant de faire son premier 45 tours. Il devient le beau-frère de Christophe lorsque celui-ci épouse Véronique. Le « Z » apparu sur le troisième album dans « Alain Z. Kan » proviendrait du nom de son père biologique, Zisa. Il apprend tardivement la mort de celui-ci lorsqu'il rencontre pour la première fois sa grand-mère paternelle, peu de temps avant de disparaître.

### Période crooner
Il demande à être fait sociétaire de la Sacem en date du 2 décembre 1962 comme auteur-compositeur pour Le Vieux Magicien, Le Temps d'un concerto dans quelques secondes et Mon p'tit photographe (cf. musée de la Sacem). La discographie d'Alain Kan commence avec un 45 tours édité en 1963 chez « PAT », une marque de Pathé Marconi consacrée à la recherche de nouveaux talents. Sur la face A, on trouve un titre cosigné par Danyel Gérard : Quand tu reviendras. Cette discographie s'enchaîne immédiatement au cours de l'année 1964, avec la sortie de trois EPs de quatre titres chez Decca. Les titres sont des reprises de succès américains, dont deux titres de Paul Anka. L'orchestration est assurée par des musiciens reconnus (Jacques Denjean puis Gérard Poncet). Alain Kan ne participe pas à la composition des morceaux au cours de cette période. L'ensemble de ces enregistrements chez Decca est assez homogène : il s'agit de chansons d'amour ou nostalgiques, de variété d'influence américaine, de twists, rappelant les crooners de cette époque.

### Période cabaret
Après quelques années d'absence, pendant lesquelles il effectue son service militaire, Alain Kan rencontre la chanteuse Dani, qui lui suggère de se présenter à l'Alcazar de Paris. Retenu, il y exécute de nombreux intermèdes musicaux et façonne son personnage androgyne. Il y rencontre notamment Serge Gainsbourg et Barbara, avec qui il assure l'animation musicale. Un 45 tours, sous le nom d'Amédée.jr, présente au public discophile cette activité atypique avec des chansons de cabaret. Entre-temps, il écrit quelques morceaux pour Dani, dont l'un sera sa première censure : Mon p'tit photographe. Dans un entretien accordé au journal Le Progrès en 1980, Alain Kan dit : « La chanson est interdite pour une phrase ridicule : “Il m’prend dans toutes les positions / A g’noux, debout, assis par terre ; De la photo il est champion / Il me prend des journées entières”… En fait, personne n’a compris qu’il s’agissait des positions du photographe… ».
Il poursuit avec de nouvelles compositions personnelles en variété française, parfois écrites en collaboration avec Jean-Claude Vannier. Six 45 tours sortent ainsi entre 1971 et 1974 chez de prestigieuses maisons de disques, United Artists, puis Vogue. Une orientation plus pop rock, voire funk est adoptée sur la fin de cette période. Par ailleurs, divers textes font référence à l'homosexualité et en particulier à celle du chanteur lui-même.
Ces productions, ainsi que les concerts associés obtiennent un succès non négligeable, par les capacités vocales et scéniques d'Alain Kan.
Au cours de cette période, Alain Kan prétend avoir passé une dizaine de jours en compagnie de David Bowie, avec qui il écrit une chanson[Laquelle ?]. Il fait référence à la star dans ses chansons à plusieurs reprises et reprend plus tard plusieurs de ses morceaux, en les adaptant en français. Pour l'anecdote, Laurent Thibault, son futur bassiste, enregistrera plus tard avec David Bowie (Low) et Iggy Pop (The Idiot).

### Période glam-rock
Le deuxième LP Heureusement en France on ne se drogue pas, se fait remarquer par son ton provoquant, par des textes ironiques, excentriques ou relatifs aux drogues. Les thèmes de l'amour et de l'homosexualité reviennent souvent. Les chansons de l'album sont interdites d'antenne. Les musiques et les arrangements sont l'œuvre de son bassiste, Laurent Thibault, ex Magma. Celui-ci réalisera et composera également le dernier, Parfums de nuit, sous le pseudonyme de Wham Dam, accréditant ainsi la légende que l'ex-bassiste d'Iggy Pop avait joué avec Alain. Il fait la première partie de la première tournée réussie de Status Quo en France organisée par Christian Brunet, dont l'Olympia avec, en lever de rideau, une version totalement décadente de La Marseillaise qui laisse le groupe anglais médusé.

### Période punk
En 1977, en pleine période punk, Alain Kan sort deux 45 tours avec le groupe Gazoline (puis Gasoline) auquel participe Fred Chichin. Un album est même enregistré, mais il reste inédit. Le premier, Sally, offre des ambiances punk-rock très froides, diffusant une marque très personnelle de l'artiste. Il préfigure clairement les deux LP qui suivent, par ses sonorités, ses paroles, et ses compositions. Le second, Killer Man (musique : Olivier Burger) offre du punk très classique, où Alain Kan montre une maîtrise du chant hargneux. L'un des titres de ce second single figure sur diverses compilation punk, dont Killed by Death (en), ce qui présentera le groupe au niveau mondial et rendra le groupe mythique dans le milieu punk rock.

### Période Alain Z. Kan
Le troisième album, Whatever Happened to Alain Z. Kan (majorité des morceaux composés par Olivier Burger), enregistré et mixé par Frank Redlich, constitue l'apothéose de cet artiste original. Il se trouve à nouveau interdit d'antenne par la présence d'extraits de discours hitlériens dans un morceau dépeignant un monde sombre et dérisoire où Hitler est encore là. À la suite du pilonnage que provoque cette interdiction, ce LP devient rapidement introuvable. Il a cependant été réédité en février 2007 dans le coffret de trois CD paru chez Dreyfus. Il comporte des textes poétiques dans la lignée des grands utilisateurs de stupéfiants, dans une ambiance froide et énigmatique, parfois grinçante et apparentée au punk, mais toujours rock 'n' roll. Alain Z. Kan est désormais considéré comme l'un des chanteurs français les plus originaux, et surtout subversif et provocateur. Les textes montrent une parfaite maîtrise de l'écriture pour le chant, et de l'organisation théâtrale. Il y figure une reprise de Suffragette City de David Bowie, avec des paroles d'Alain Kan, qui contribuera à faire de ce disque un album-culte.
En 1980, il compose quelques morceaux pour le chanteur Christophe, dont Méchamment rock'n'roll et Pas vu, pas pris.
Son dernier album Parfums de nuit, enregistré, mixé et réalisé au château d'Hérouville par Pier Alessandri et Alain Z.Kan., paraît chez New Rose. Le disque bénéficie de la participation de grands musiciens, tels Laurent Sinclair, Toxedo (guitare d’Étienne Daho) et Plume, batteur de Damon Edge.

### Disparition
Alain Z. Kan disparaît le 14 avril 1990 dans le métro parisien. Son amant Hubert prétend l'avoir raccompagné jusqu'à la station Châtelet d'où Alain Kan aurait pris la rame pour rentrer chez lui ,,. Quelques sources l'orientent vers la station Rue de la Pompe . Sa sœur Véronique n'apprend sa disparition que deux jours après, à la suite d'un appel d'Hubert qui ne parvient pas à le joindre. Daniel Darc déclarera plus tard, lors d'un entretien, l'avoir croisé la veille de sa disparition et lui aurait parlé d'une dispute avec sa mère et son compagnon Hubert. Un appel est fait par sa famille, en vain, au cours de l'émission télévisée Perdu de vue. Au début des années 2000, il est officiellement déclaré mort dans le 12e arrondissement de Paris, même si son corps n'a jamais été retrouvé.
En 2013, Karl Zéro consacre un numéro de son émission Les Dossiers de Karl Zéro à la disparition du chanteur en reprenant le documentaire Alain Kan l'enfant terrible du rock qu'il avait lui-même co-réalisé en 2007 . Plusieurs pistes sont évoquées pour expliquer sa volatilisation, comme le suicide (auquel ses proches ne croient pas) et le meurtre sur fond de querelle amoureuse ou de trafic de drogue. Est également évoquée, dans le documentaire de Karl Zéro, l'hypothèse qu'Alain Kan ait décidé de disparaître volontairement pour se reconstruire ailleurs, tirant un trait sur une vie tumultueuse. Des rumeurs jamais confirmées feront même état de sa possible présence en Suisse à Genève de 1992 à 1994. Toutefois, en 2021, dans le documentaire radiophonique Le Dernier Bras d'honneur d'Alain Kan, réalisé par Philippe Roizès et diffusé sur France Culture, Véronique révèle avoir, à l'époque, contacté tous les hôpitaux de Paris avant qu'un membre du personnel soignant lui déclare qu'Alain Kan était sur le point d'être admis dans un établissement médical en raison d'une maladie due à une probable séropositivité, afin de subir des examens approfondis, appuyant l'hypothèse du suicide, supposément par noyade dans la Seine. En 2024, à l'occasion d'un entretien accordé au média en ligne Les Jours, Véronique est moins catégorique concernant la supposée séropositivité de son frère en mettant l'accent sur le doute et sur les propos évasifs du soignant au téléphone.

## Discographie

### Albums
- Et Gary Cooper s’éloigna dans le désert...[16] LP - 1975
- Heureusement en France on ne se drogue pas[17] LP - 1976
- Whatever Happened to Alain Z. Kan[18] LP - 1979
- Parfums de nuit...[19] LP - 1986

### Compilations
- Alain Kan[20] Coffret 3 CD - 2007

### EP
- Tu le sais[21] EP - 1964
- Pour mon anniversaire[22] EP - 1964
- Paris sous la pluie[23] EP - 1964

### Singles
- Si l'amour[24] Single - 1963
- Tu peux pas savoir[25] Single - 1964
- Tu ne m'aimes pas[26] Single - 1964
- Pour mon anniversaire[27] Single - 1964
- Amédée[28] Single sous le nom d'Amédée.jr - 1970
- Mon homme à moi… c'est toi Single sous le nom Les Pingouins[29] - 1970
- Pauv’ Pomme[30] Single - 1971
- Je n'ai plus envie sans toi[31] Single - 1972
- Au pays de Pierrot[32] Single - 1973
- 55-60 (dès que vient le samedi soir)[33] Single - 1973
- Star ou rien[34] Single - 1973
- City palace[35] Single - 1974)
- Sally[36] Single avec Gazoline - 1977
- Killer Man[37] Single avec Gazoline - 1977
- BB for Brigitte[38] Single - 1986

## Publications
- L'Enfant veuf, roman posthume, préf. Philippe Roizès, Paris, Éditions Séguier, coll. L'Indéfinie, 208 p., 2024  (ISBN 978-2840499350)